# 滨海薹草
滨海薹草（学名：Carex bodinieri）为莎草科薹草属下的一个种。分布在日本以及中国大陆的江苏、安徽、广东、湖南、福建、浙江等地，生长于海拔50米至1,200米的地区，多生在林下、山坡草丛中或山谷阴湿处，目前尚未由人工引种栽培。

## 扩展阅读
- 維基物種上的相關：滨海薹草